# Romano Lazzeroni
Romano Lazzeroni (Pontedera, 28 ottobre 1930 – Zweisimmen, 4 gennaio 2020) è stato un linguista e glottologo italiano.

## Biografia
Laureatosi nel 1952 in lettere classiche all'Università di Pisa, nel 1953 si diplomò alla Scuola Normale Superiore. Dopo essersi perfezionato nelle università di Bonn e di Heidelberg, ottenne nel 1958 la libera docenza in glottologia.
Vincitore nel 1965 del concorso a professore ordinario di glottologia indetto dall'Università degli Studi di Palermo, fu chiamato nel 1966 a coprire la seconda cattedra di glottologia dell'Università di Pisa; fino al 1985 tenne parallelamente anche il corso di sanscrito. Dal 1975 al 1983 fu prorettore vicario dell'Università di Pisa e poi direttore del dipartimento di linguistica della stessa università dal 1983 al 1985 e dal 1997 al 2004. Membro dal 1982 del comitato 08 (Scienze storiche, filologiche e filosofiche) del Consiglio Nazionale delle Ricerche, dal 1988 al 1994 fu presidente del medesimo comitato e membro del consiglio di presidenza del C.N.R.; dal 1984 al 1986 fu presidente della Società italiana di glottologia e vicepresidente fino al 2004 dell'Associazione italiana di studi sanscriti.
Preside della Facoltà di lettere dell'Università telematica "Guglielmo Marconi" di Roma, di cui fu anche presidente del dottorato di ricerca in linguistica, fu membro dal 1991 dell'Accademia Nazionale dei Lincei, componente del Consiglio nazionale della scienza e della tecnologia fin dalla sua istituzione, socio ordinario dell'Istituto Nazionale di Studi Etruschi ed Italici, socio dell'Istituto Lombardo Accademia di Scienze e Lettere, dell'Accademia delle Scienze di Torino, dell'Istituto veneto di scienze, lettere ed arti, dell'Academia Europæa, del Sodalizio Glottologico Milanese e del Centro di studi sul Medio ed Estremo Oriente di Torino. Fu inoltre membro del consiglio di amministrazione dell'Atlante Linguistico Italiano.
Fu direttore delle riviste accademiche Studi e saggi linguistici e Archivio glottologico italiano.